# شهرستان کالتون (کارولینای جنوبی)
شهرستان کالتون، کارولینای جنوبی (به انگلیسی: Colleton County, South Carolina) یک سکونتگاه مسکونی در ایالات متحده آمریکا است که در کارولینای جنوبی واقع شده‌است.

## خصوصیات
شهرستان کالتون ۲٬۹۳۴٫۴۷ کیلومترمربع مساحت دارد.